# Chemie in unserer Zeit
Die Chemie in unserer Zeit, auch kurz ChiuZ genannt, ist eine Chemie-Zeitschrift, die sich vor allem an Nicht-Fachleute, aber auch an Chemielehrkräfte richtet.

## Inhalt
Die Chemie in unserer Zeit versucht in anschaulicher Weise in einer für Nicht-Fachleute verständlichen Sprache und durch leicht verständliche und farbige Abbildungen aktuelle Themen der chemischen Forschung darzustellen, als Zielgruppe wird genannt: Chemiker in Forschung und Industrie, Chemielehrer, Studenten, Dozenten der Chemie. Dabei liegt ein Schwerpunkt auf der Darstellung alltäglicher Dinge in einem chemischen Zusammenhang. Eine separate Rubrik „Das Experiment“ behandelt besonders schulische Themen, da hier spezielle Themen für den chemischen Schulunterricht beschrieben werden. Des Weiteren gibt es eine Rubrik „Treffpunkt Forschung“, wo über aktuelle Themen berichtet wird. Eine geschichtliche Rubrik und eine Rubrik „Kurios, Spannend, Alltägliches…“ ergänzen den Inhalt.
Der Impact Factor lag im Jahr 2020 bei 0,473. Nach der Statistik des Web of Science wird das Journal mit diesem Impact Factor in der Kategorie multidisziplinäre Chemie an 171. Stelle von 178 Zeitschriften geführt.
Die Zeitschrift erhielt zweimal den Literaturpreis des Fonds der Chemischen Industrie (1979 und 2010).
Die GDCh fördert öffentliche Schulen, indem sie finanziell einen kostenfreien Zugang zur Online-Version der ChiuZ fördert.

## Erscheinen
Die Zeitschrift erscheint seit 1967 in deutscher Sprache und alle zwei Monate. Sie erscheint beim Verlag Wiley-VCH, Weinheim und wird von der Gesellschaft Deutscher Chemiker (GDCh) herausgegeben. Erster Chefredakteur war Joachim Rudolph.